# Lev Kuzněcov
Lev Fjodorovič Kuzněcov (* 1. června 1930 – 16. března 2015 Moskva, Rusko) byl sovětský sportovní šermíř, který se specializoval na šerm šavlí. Sovětský svaz reprezentoval v padesátých a šedesátých letech. Zastupoval moskevskou šermířskou školu, která spadala pod Ruskou SFSR. Na olympijských hrách startoval v roce 1952 a 1956 v soutěži jednotlivců a družstev. V soutěži jednotlivců a družstev vybojoval na olympijských hrách 1956 bronzovou olympijskou medaili. Se sovětským družstvem šavlistů vybojoval třikrát druhé místo na mistrovství světa v roce 1957, 1958 a 1961.